# 邳州市
邳州市位于中华人民共和国江苏省的北部，是徐州市代管的一个县级市。邳州古称邳国、下邳、东徐州，邳州北部古称良城，西北部古称武原。市人民政府駐东湖街道长江东路。区域总面积为2,084.69平方公里。

## 地名由来
古为邳国。战国时为齐邳邑。秦置下邳县。汉置下邳国、下邳郡和徐州刺史部。北周改下邳郡为邳州。故治在今睢宁县古邳镇。元时全国省县入州，因邳州驻下邳县，遂废下邳县入邳州，境由州辖。清初郯城大地震，故治毁，州治移今市北邳城。1912年全国废州复县，邳州改为邳县。1992年邳县撤县建市成立邳州市。

## 历史
上古奚仲建邳国，邳国被彭国击败后，徐国疆域由邳州东北部扩展至邳州全境。徐国鼎盛时建都于今戴庄镇境内。徐国被周击败后一蹶不振，最终被吴国攻灭。后为齐国属地，邹忌曾被封于此。秦朝为东海郡下邳县。汉时为下邳国，后为下邳郡，并成为徐州刺史部驻地。三国时期为徐州刺史部下邳郡。西晋时为下邳国。北魏时为徐州下邳郡。北周改下邳郡为邳州。隋朝恢复邳州为下邳郡。唐朝为泗州下邳县。北宋时期为京东东路淮阳军下邳县。金朝时为山东西路邳州，金末为山东治。元朝时期属于河南江北行省的归德府邳州。明朝时为南直隶淮安府邳州。清朝初期为江苏省邳州，沉旧州后为江苏省徐州府邳州。中华民国（1912年）元年废邳州改置邳县。1948年属于江苏省第九行政署察区。1949－1953年属于山东省。1992年7月7日，国务院、民政部批准邳县撤县建市设立江苏省辖县级邳州市，江苏省委托徐州市代管邳州市。
今邳州境内出生的历史名人数不胜数。明代琵琶演奏家汤应曾技艺绝伦，誉满天下。民国刘仁航著述30多部，被誉为“北方学者”。新中国成立以后，地方文化获得较快发展，以农民画、民间剪纸为代表的民间艺术，以独特的艺术手法，生动形象地反映了农民的生产生活，有一定的思想性和艺术性。
邳州位于交通要冲，到后来作为陇海铁路与京杭大运河的交点，因此成为兵家必争之地。在历史上，邳州经历了楚汉相争、三国角逐、宋金交兵等大规模战争。抗日战争中的徐州会战，包括1938年的台儿庄战役，即在此发生过。与台儿庄接壤的邳县燕子埠乡的民众积极支前，周边多个乡镇都协助中国军队建立兵站、支援前线、救助伤员。国共内战中淮海战役时，国共两军亦曾鏖战与此。战争中，新四军苏北支队也以邳县北部与山东南部微山湖一带为根据地。出生于邳州的中国同盟会员徐国泰追随黄兴参加广州黄花岗起义，献身于黄花岗，为黄花岗七十二烈士之一。著名文学作品《红岩》中的“小萝卜头”宋振中及其父母宋绮云、徐林侠夫妇等许多革命先烈皆为邳州人。

## 地理
邳州地处北纬34度附近，位于苏、鲁、豫、皖接壤地区以及江苏省确定的徐州连云港都市圈中部，幅员面积2,088平方公里。市区坐落在东陇海铁路与京杭大运河的交汇处，是苏北、鲁南水陆交通枢纽。邳州位于黄淮海平原，黄河古道曾穿境而过，现如今京杭大运河贯穿境内，北望微山湖，南接骆马湖，隔京杭大运河与山东省枣庄市台儿庄区接壤。
邳州属暖温带半湿润季风气候，四季分明，季风显著，光照和雨量充足，历年以来年平均气温约14℃，年平均降水量800毫米以上，年平均日照时数约为2,300小时。丰富的气候资源有利于工农业生产。由于暂时无法获得邳州市气象记录的历史资料，这里暂时使用徐州市近五十年来的气象信息，不过两地相距不超过100公里，因此这里给出的气象信息基本代表了邳州本地的气候状况。
| 徐州市（1960年－2007年） | 徐州市（1960年－2007年） | 徐州市（1960年－2007年） | 徐州市（1960年－2007年） | 徐州市（1960年－2007年） | 徐州市（1960年－2007年） | 徐州市（1960年－2007年） | 徐州市（1960年－2007年） | 徐州市（1960年－2007年） | 徐州市（1960年－2007年） | 徐州市（1960年－2007年） | 徐州市（1960年－2007年） | 徐州市（1960年－2007年） | 徐州市（1960年－2007年） |
| 月份                     | 1月                      | 2月                      | 3月                      | 4月                      | 5月                      | 6月                      | 7月                      | 8月                      | 9月                      | 10月                     | 11月                     | 12月                     | 全年                     |
| ------------------------ | ------------------------ | ------------------------ | ------------------------ | ------------------------ | ------------------------ | ------------------------ | ------------------------ | ------------------------ | ------------------------ | ------------------------ | ------------------------ | ------------------------ | ------------------------ |
| 平均高温 °C（°F）        | 5.4 (41.7)               | 8.1 (46.6)               | 14.1 (57.4)              | 20.9 (69.6)              | 26.3 (79.3)              | 30.9 (87.6)              | 31.6 (88.9)              | 30.9 (87.6)              | 27.1 (80.8)              | 21.8 (71.2)              | 14.5 (58.1)              | 7.4 (45.3)               | 19.9 (67.8)              |
| 平均低温 °C（°F）        | −3.2 (26.2)              | −1.5 (29.3)              | 3.4 (38.1)               | 10.1 (50.2)              | 15.3 (59.5)              | 20.4 (68.7)              | 23.6 (74.5)              | 23.1 (73.6)              | 17.6 (63.7)              | 11.2 (52.2)              | 4.3 (39.7)               | −1.5 (29.3)              | 10.2 (50.4)              |
| 平均降水量 mm（）        | 15.8 (0.62)              | 19.0 (0.75)              | 31.6 (1.24)              | 45.0 (1.77)              | 60.8 (2.39)              | 105.7 (4.16)             | 250.8 (9.87)             | 138.0 (5.43)             | 81.3 (3.20)              | 43.4 (1.71)              | 25.3 (1.00)              | 11.9 (0.47)              | 828.4 (32.61)            |
| 来源：中央气象台         |                          |                          |                          |                          |                          |                          |                          |                          |                          |                          |                          |                          |                          |

## 区划
邳州市现辖21个镇、4个街道办事处488个行政村（居）。另外，邳州经济技术开发区（省级开发区）为邳州市设立的经济管理区，副县处级单位，下辖戴圩街道办事处部分行政村（居）。
运河街道、炮车街道、戴圩街道、东湖街道、邳城镇、官湖镇、四户镇、宿羊山镇、八义集镇、土山镇、碾庄镇、港上镇、邹庄镇、占城镇、新河镇、八路镇、铁富镇、岔河镇、陈楼镇、邢楼镇、戴庄镇、车辐山镇、燕子埠镇、赵墩镇、议堂镇、邳城农场和张楼农场。

## 人口
根据第七次全国人口普查显示邳州市常住人口为1462563人。

## 交通
- 陇海铁路、连徐客运专线：邳州东站

## 经济
2014年，邳州完成地区生产总值完成684.48亿元，增长11.7%。其中，第一产业增加值95.81亿元，增长2.8%；第二产业增加值294.59亿元，增长13.2%；第三产业增加值294.08亿元，增长12.7%。人均地区生产总值达到47,761元，比上年增加5,157元，增长12.1%。邳州一般公共预算收入55.6亿元，增长13.7%，税收占比达85%；城乡居民收入分别达24,675元、14,088元，增长9.8%和11.5%；蝉联中国中小城市综合实力百强、最具投资潜力百强，2014年，邳州在全国百强县位居第46位 ，竞争力等级为A+级。
2014年，邳州三次产业结构为14.0：43.0：43.0，第三产业占比比上年提高0.5个百分点。全年规模以上工业实现高新技术产业产值704.99亿元，比上年增加86.73亿元，增长14.0%，占规模以上工业产值比重为33.6%，比上年提高1个百分点；新兴产业产值实现699.83亿元，比上年增加86.44亿元，增长14.1%。2014年，邳州服务业增加值增长12.3%；实现社会消费品零售总额147.9亿元，增长13.5%。开工现代服务业重大项目22个，大学生创业园、环球新天地商业街等7个项目建成使用，新城区“中心商圈”逐步形成。欢乐买商贸入选商务部“万村千乡”市场工程企业。

## 文化
文学作品中，有一种说法说《白毛女》的故事原型也发生在邳县。其作者贺敬之就是燕子埠乡贺集村人。燕子埠乡治所在有一前山，山上面仍然有古庙和洞穴，以及罕见的石洞中的水井。当地人称该庙为奶奶庙，白毛女的传说即发生与此，贺敬之即根据传说写就白毛女，文学作品中的白毛女最终得救，比历史和现实中的白毛女与奶奶庙都幸运多了。传说中奶奶庙古已有之，周围仍有许多清代文人墨客所留的石碑。然而，因为该庙所在的山石料非常适合作水泥，当地人和来自浙江的商人正在肆意开采山石，奶奶庙已然岌岌可危。
柳琴戏为当地著名民间曲艺，类似京西大鼓，中華人民共和國成立前及初期颇为流行。

## 旅游
邳州市景点包括京杭大运河、艾山九龙风景区、土山古镇景区关帝庙、邳州国家银杏博览园、沙沟湖生态示范园、淮海战役碾庄圩战斗纪念馆、大墩子遗址等。
邳州市拥有世界上最长的水杉景观大道。这个大道大概有60公里长，主要部分是连接邳州市和苍山县的邳苍公路（40公里）。道路两旁种满了水杉树，大约有100万株。

## 教育
邳州现有各类学校288所，其中小学233所，初中35所，高中11所，省四星级中等专业学校2所，特殊教育学校3所，民办学校4所，在校学生242021人。公办幼儿园49所。现有教职工14096人。
当地人特别注重教育，往往以质朴勤奋，取得非常优秀的成绩。运河中学是江苏省重点中学之一。目前邳州市共有江苏省省级重点中学四所，分别是：邳州市运河中学（1994年通过）、邳州市宿羊山中学（1998年通过）、邳州市官湖中学（1999年通过）、邳州市八义集中学（2000年通过）。

## 政治
2007年10月，全市各个工作岗位人员迎接刚刚参加中共十七大“凯旋”的代表、邳州市委书记李连玉，场面宏大、极其夸张，遭到公众非议。2017年8月，李连玉因为滥用职权、受贿案，被判处有期徒刑八年，并处罚金人民币三十万元。